# Kobra červená
Kobra červená (Naja pallida) je druh plivající kobry z čeledi korálovcovitých vyskytující se původně v Africe. Tento plaz dorůstá velikosti do 150 cm. Umí vyplivnout jed až na vzdálenost tří metrů, obvykle však menší.
Tento druh byl dříve považován za poddruh kobry mosambické (Naja mossambica) zvaný Naja mossambica pallida, nyní je však zařazen jako samostatný druh. Jedná se o jeden ze sedmi druhů plivajících kober v Africe.

## Vzhled
Kobra červená patří se svou délkou maximálně 150 cm k menším kobrám. Barva tohoto druhu kolísá od sytě červené přes temně oranžovou, světle červenou a růžovou až ke světle hnědé. Severoafričtí příslušníci tohoto druhu mívají obvykle matnější odstíny než ostatní. Na spodní straně krku má černý pruh. Ve srovnání s kobrou indickou a kobrou kapskou má užší krk. Má také malou, kulatou hlavu s poměrně velkýma očima.

## Jed
Jed kobry červené je jako u většiny kober směsí synaptických neurotoxinů, které působí na nervy a ovlivňují svaly. Přestože uštknutí obvykle nebývá příčinou smrti člověka, je okamžité lékařské ošetření nezbytné.
Tyto kobry dokážou svůj jed i vyplivnout a to do vzdálenosti maximálně 2,5 až 3 metrů a učinit tak údajně až 40krát během dvou minut, přičemž míří svým obětem do očí, čímž jim způsobují intenzivní bolest, dočasné oslepnutí, či dokonce trvalou slepotu. Může takto člověka vzácně i usmrtit, zejména pak alergiky. V roce 2011 došlo k úmrtí devětadvacetiletého chovatele hadů trpícího na astma, když mu kobra červená plivla jed do obličeje, který se mu tak dostal pravděpodobně do nosní dutiny a způsobil anafylaktický šok.

## Výskyt
Kobra červená se vyskytuje na území Egypta, Súdánu, Eritrey, Etiopie, Somálska, Keni, Tanzanie, Čadu a Nigeru. Dává přednost suchým savanám a polopouštním oblastem. Často se vyskytuje v oblastech pouštních oáz, kde loví.

## Potrava
Živí se převážně menšími živočichy, jako jsou ještěrky, menší hadi, ptáci či malí savci, nepohrdne však ani vejci.

## Rozmnožování
Kobra červená je vejcorodá, samička klade mezi 5–15 vajíčky.